# Órma
Órma är en ort i Grekland.   Den ligger i prefekturen Nomós Péllis och regionen Mellersta Makedonien, i den norra delen av landet, 400 km norr om huvudstaden Aten. Órma ligger 310 meter över havet och antalet invånare är 641.
Terrängen runt Órma är varierad. Órma ligger nere i en dal. Runt Órma är det ganska glesbefolkat, med 34 invånare per kvadratkilometer. Närmaste större samhälle är Aridaía, 11,2 km öster om Órma. Omgivningarna runt Órma är en mosaik av jordbruksmark och naturlig växtlighet.